# Jornada del Muerto
La Jornada del Muerto en el estado estadounidense de Nuevo México es el nombre que dieron los españoles a la cuenca del desierto de la Jornada del Muerto y especialmente a los 160 km de la estrecha ruta a través del mismo.

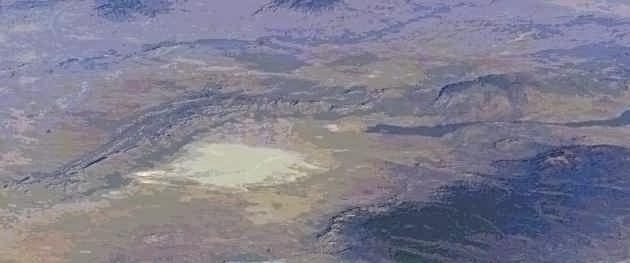
Jornada del Muerto en el tercio superior de la imagen.
La Cuenca de Tularosa está en la mitad inferior de la imagen.

El sendero llevaba hacia el norte del centro colonial español en Nueva España, actualmente México hasta Santa Fe en la provincia de Nuevo México. Posteriormente esta ruta se conoció como el el Camino Real de Tierra Adentro.

## Historia natural
El desierto se extiende desde la Sierra Oscura y la sierra de San Andrés al este; y la sierra de Fray Cristóbal y la sierra del Caballo al oeste. La cadena montañosa occidental se accede por el río Grande, el recurso acuático más importante de la región.  
Actualmente el desierto de la Jornada del Muerto permanece completamente deshabitado y sin desarrollo.

### Vulcanismo
El volcán de la Jornada del Muerto y el Mal País están localizados en el extremo norte de la región desértica y la cuenca. El volcán de la Jornada del Muerto es un escudo volcánico que alcanza una elevación de 1,565 m. El flujo de la lava del cráter creó los campos de lava del Malpaís de la Jornada del Muerto, de unos 16 x 24 km de tamaño.

## Historia

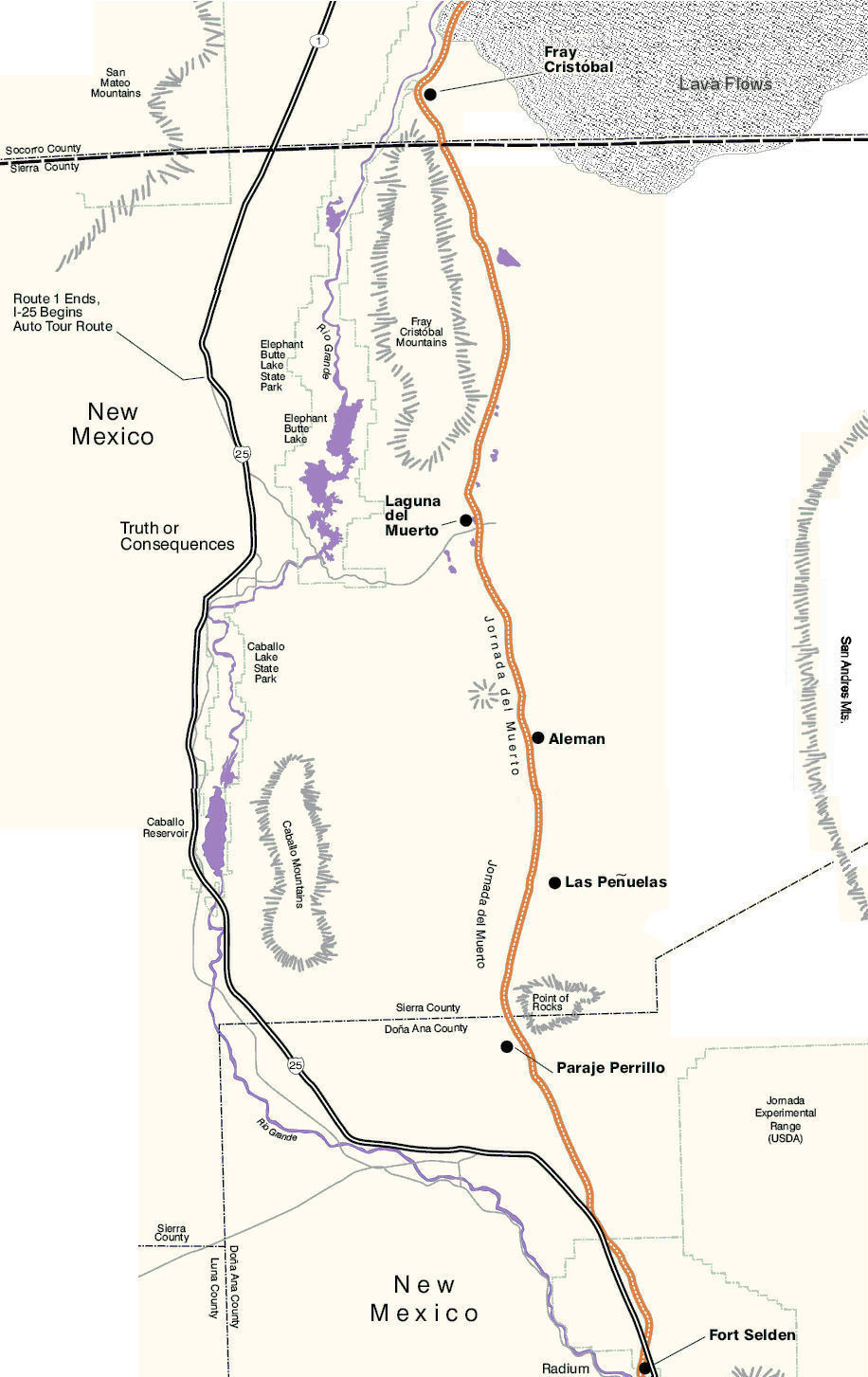
Sendero de la Jornada del Muerto.

El nombre de la Jornada del Muerto se lo pusieron los españoles porque carece de agua, pasto, leña y otros, además de los ataques apaches a todo tipo de viajeros que se aventuraban por esta ruta para ahorrarse 10 días en el tránsito de la ruta El Paso-Santa Fe. Por lo tanto, no todo el que entraba en este gran desfiladero salía con vida de él. Aunque bastante llana, a los conquistadores españoles les tomaba varios días e incluso semanas para cruzarla con sus cargas, caballos y carretas tiradas por bueyes o a pie.  
Después de cruzar la "Jornada del Muerto" los primeros españoles no se encontraron con las 7 ciudades de Cíbola, sino con las humildes casas de adobe de los indios Pueblo, que tenían una agricultura muy desarrollada y tradiciones muy pacíficas. La primera vez que cruzaron la Jornada del Muerto en 1598, los españoles llamaron el Socorro para agradecer la ayuda que se les brindó.

### Ensayos atómicos
El 16 de julio de 1945, en la Jornada del Muerto de la cuenca del Tularosa estaba el sitio de pruebas atómicas Trinidad, donde se llevó a cabo la primera detonación de una bomba atómica. La bomba se detonó en el sitio de la Trinidad, localizado al norte del área de pruebas atómicas de Álamo Gordo, actualmente conocido como Polígono de Misiles de las Arenas Blancas, entre los pueblos de Carrizozo y Socorro. El monumento Nacional de las Arenas Blancas se localiza en la cuenca del Tularosa.